# Krettenbach (Oberscheinfeld)

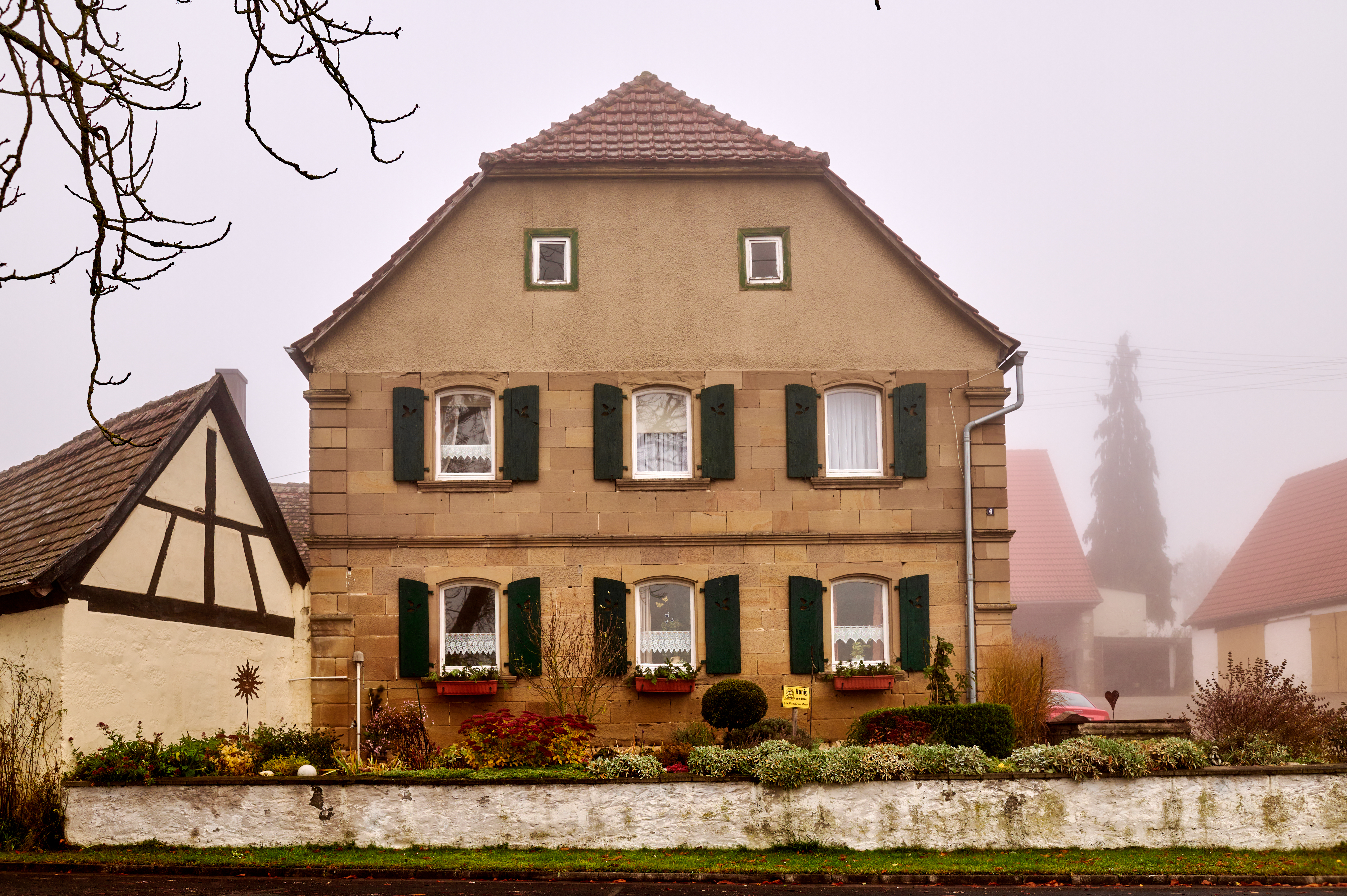
Wohnstallhaus

Krettenbach (fränkisch: Greedabach) ist ein Gemeindeteil des Marktes Oberscheinfeld im Landkreis Neustadt an der Aisch-Bad Windsheim (Mittelfranken, Bayern). Die Gemarkung Krettenbach hat eine Fläche von 1,788 km². Sie ist in 154 Flurstücke aufgeteilt, die eine durchschnittliche Fläche von 11602,27 m² haben.

## Geografie
Das Dorf liegt auf freier Flur am Postseebach, der am östlichen Ortsrand als rechter Zufluss in den Krettenbach mündet. Eine Gemeindeverbindungsstraße führt zur Staatsstraße 2421 (0,6 km nordöstlich) bzw. nach Stierhöfstetten (0,9 km nördlich). Am westlichen Ortsrand steht eine Rosskastanie, die als Naturdenkmal ausgewiesen ist.

## Geschichte
Im Kalender des Bamberger Domkapitels, der im Zeitraum von 1172 bis 1177 entstanden ist, wurde ein Ort namens „Krötenbach“ erwähnt, womit wahrscheinlich dieser Ort gemeint war. Der erste sicher zuordenbare Beleg stammt aus dem Jahr 1348. Laut dieser Urkunde hatte das Hochstift Bamberg drei Mansen und ein Lehen in „Chrotenbach“. Das dem Ortsnamen zugrunde liegende Hydronym bezeichnet einen krötenreichen Bach. 1597/98 tauschte das Hochstift mit den Herren von Castell seine Untertanen in „Krettenbach“ (4 Huben, 1 Dreiviertelhube, 2 Erbgütlein, 1 Erbgut) und erhielt im Gegenzug Untertanen in Oberscheinfeld.
Im Rahmen des Gemeindeedikts wurde der Steuerdistrikt Krettenbach gebildet. Mit dem Zweiten Gemeindeedikt (1818) wurde Krettenbach der Ruralgemeinde Oberscheinfeld zugeordnet. Wenig später entstand die Ruralgemeinde Krettenbach, zu der Schönaich und Schönaichermühle gehörten. Sie war in Verwaltung und Gerichtsbarkeit dem Landgericht Markt Bibart zugeordnet und in der Finanzverwaltung dem Rentamt Iphofen. Nach 1829 erfolgte die Überweisung an das Herrschaftsgericht Rüdenhausen, 1852 die Überweisung an das Landgericht Scheinfeld. Ab 1862 war das Bezirksamt Scheinfeld für die Verwaltung der Gemeinde zuständig (1939 in Landkreis Scheinfeld umbenannt) und ab 1879 das Rentamt Markt Bibart für die Finanzverwaltung  (1919–1929: Finanzamt Markt Bibart, von 1929 bis 1972: Finanzamt Neustadt an der Aisch, seit 1972: Finanzamt Uffenheim). Die Gerichtsbarkeit blieb bis 1879 beim Landgericht Markt Bibart, von 1880 bis 1973 war das Amtsgericht Scheinfeld zuständig, seitdem ist es das Amtsgericht Neustadt an der Aisch. 1964 hatte die Gemeinde eine Gebietsfläche von 2,926 km². Am 1. Januar 1972 wurde Krettenbach im Zuge der Gebietsreform in Bayern wieder nach Oberscheinfeld eingemeindet.

### Bau- und Bodendenkmäler
- Burgstall Krettenbach
- Haus Nr. 4: Wohnstallhaus[14]

ehemalige Baudenkmäler
- Haus Nr. 3: Gemeindehaus, 18./19. Jahrhundert. Erdgeschossiger Fachwerkbau, teilweise später massiv untermauert, eine zu vier Achsen, mit Satteldach. Glockentürmchen in Form eines Dachreiters auf zwei Pfosten; achtseitiges schiefergedecktes Zwiebeldach.[15]
- Haus Nr. 13: Zweigeschossiges Wohnhaus aus Sandsteinquadern, im Türsturz bezeichnet „J.A.M. 1860“. Traufseite vierachsig mit bandförmigen Gurtgesims und geknickten genuteten Eckpilastern. Einhüftiges Satteldach; Giebelwand Fachwerk.[15]
- Haus Nr. 16: Ehemalige Mühle. Zweigeschossiger Massivbau von drei zu vier Achsen, mit Halbwalmdach und Fachwerkgiebel. Im Keilstein der Tür bezeichnet „I[ohann] M[ichael] B[eyer] / 1749“. Obergeschoss 1859 aufgesetzt, entsprechend der Bauinschrift im Giebel „Erbaut / von / G. M. Beyer / 1859“. Zweiflügelige Haustür um 1860. Im Flur des Wohnteils „1859“ datierte Treppe. Im Mühlenraum Treppenbrüstung Mitte des 18. Jahrhunderts; „1896“ datierte Schrotmühle.[15]

### Einwohnerentwicklung
Gemeinde Krettenbach
| Jahr      | 1840   | 1852   | 1855   | 1861   | 1867   | 1871   | 1875   | 1880   | 1885   | 1890   | 1895   | 1900   | 1905   | 1910   | 1919   | 1925   | 1933   | 1939   | 1946   | 1950   | 1952   | 1961   | 1970   |
| Einwohner | 145    | 151    | 149    | 165    | 148    | 156    | 176    | 184    | 186    | 159    | 148    | 151    | 137    | 134    | 118    | 127    | 109    | 94     | 153    | 142    | 132    | 110    | 84     |
| Häuser    |        |        |        |        |        | 27     |        |        | 29     | 32     |        | 27     |        |        |        | 25     |        |        |        | 20     |        | 21     |        |
| Quelle    | [ 17 ] | [ 17 ] | [ 17 ] | [ 18 ] | [ 19 ] | [ 20 ] | [ 21 ] | [ 22 ] | [ 23 ] | [ 24 ] | [ 17 ] | [ 25 ] | [ 17 ] | [ 26 ] | [ 17 ] | [ 27 ] | [ 17 ] | [ 17 ] | [ 17 ] | [ 28 ] | [ 17 ] | [ 11 ] | [ 29 ] |

Ort Krettenbach
| Jahr      | 001818 | 001852 | 001861 | 001871 | 001885 | 001900 | 001925 | 001950 | 001961 | 001970 | 001987 |
| Einwohner | 89     | 97     | 107    | 92     | 104    | 91     | 83     | 101    | 72     | 48     | 52     |
| Häuser    | 16     | 15     |        |        | 18     | 17     | 16     | 13     | 13     |        | 15     |
| Quelle    | [ 9 ]  | [ 30 ] | [ 18 ] | [ 20 ] | [ 23 ] | [ 25 ] | [ 27 ] | [ 28 ] | [ 11 ] | [ 29 ] | [ 2 ]  |

## Religion
Krettenbach ist seit der Reformation evangelisch-lutherisch geprägt und bis heute nach St. Sixtus (Stierhöfstetten) gepfarrt.